# دعوت اسلامی
جنبش دعوت اسلامی در سال ۱۴۰۱ هجری قمری مطابق ۱۹۸۱ میلادی در کراچی آغاز نمود. این جنبش پاکستانی، یک جنبش غیر سیاسی تبلیغی اسلامی است. دعوت اسلامی، علاوه بر تدریس برخط مطالعات اسلامی، یک شبکه تلویزیونی با نام شبکه مدنی دارد.

## تاریخچه
دعوت اسلامی در سال ۱۹۸۱ در کراچی توسط محمد الیاس عطار قادری تأسیس شد. هم‌چنین مؤسسات مربوط به این جنبش در کشورهای اروپایی از جمله انگلستان، اسپانیا، یونان و هلند نیز برپا شده‌اند.